# Лебяжье (Далматовский район)
Лебя́жье — село в Далматовском районе Курганской области. Административный центр и единственный населённый пункт Лебяжского сельсовета.

## История
До 1917 года входило в состав Ново-Петропавловской волости Шадринского уезда Пермской губернии. По данным на 1926 год состояло из 613 хозяйств. В административном отношении являлось центром Лебяжского сельсовета Белоярского района Шадринского округа Уральской области.

## Население
| 1989 | 2002 | 2010 | 2012 | 2013 | 2014 | 2015 |
| ---- | ---- | ---- | ---- | ---- | ---- | ---- |
| 288  | ↗501 | ↘388 | ↘364 | ↘345 | ↘326 | ↘307 |
| 2016 | 2017 | 2018 | 2019 | 2020 |      |      |
| ↘305 | ↘286 | ↘280 | ↘267 | ↘254 |      |      |

По данным переписи 1926 года в селе проживало 2604 человека (1257 мужчин и 1347 женщин), в том числе: русские составляли 99 % населения.